# Raffinose
Raffinose is een oligosacharide die een rol speelt bij de bescherming van plantencellen tegen onder andere koude en droogte.
Bij het consumeren van sommige levensmiddelen, zoals zoete aardappel, bonen, spruitjes of tempé, kan raffinose winderigheid veroorzaken, doordat deze suiker niet verteerd wordt in het voorste gedeelte van het spijsverteringsorgaan, maar pas in de dikke darm. Hierbij ontstaan de waterstofgas en koolstofdioxide. Het gehalte aan raffinose verschilt van ras tot ras.